# Sauvetage des Juifs de Bulgarie
Le sauvetage des Juifs bulgares est un événement historique qui a consisté à organiser le sauvetage d’environ 50 000 Juifs vivant en Bulgarie dans les années 1943-1945. Les personnes ayant joué un rôle dans ce sauvetage sont Dimităr Pešev, le métropolite orthodoxe Étienne de Bulgarie et le métropolite Cyrille de Plovdiv, qui réussissent à freiner la  bureaucratie pro-nazie bulgare et à convaincre le roi Boris III de ne pas s’impliquer dans les persécutions contre la communauté juive bulgare. Les déportations prévues par les trains du 10 mars 1943, n’ont pas été mises en œuvre. Les personnes impliquées dans ce sauvetage ont obtenu, sous le mandat de l’ancien président israélien Shimon Peres, le statut de « Juste parmi les nations ». 

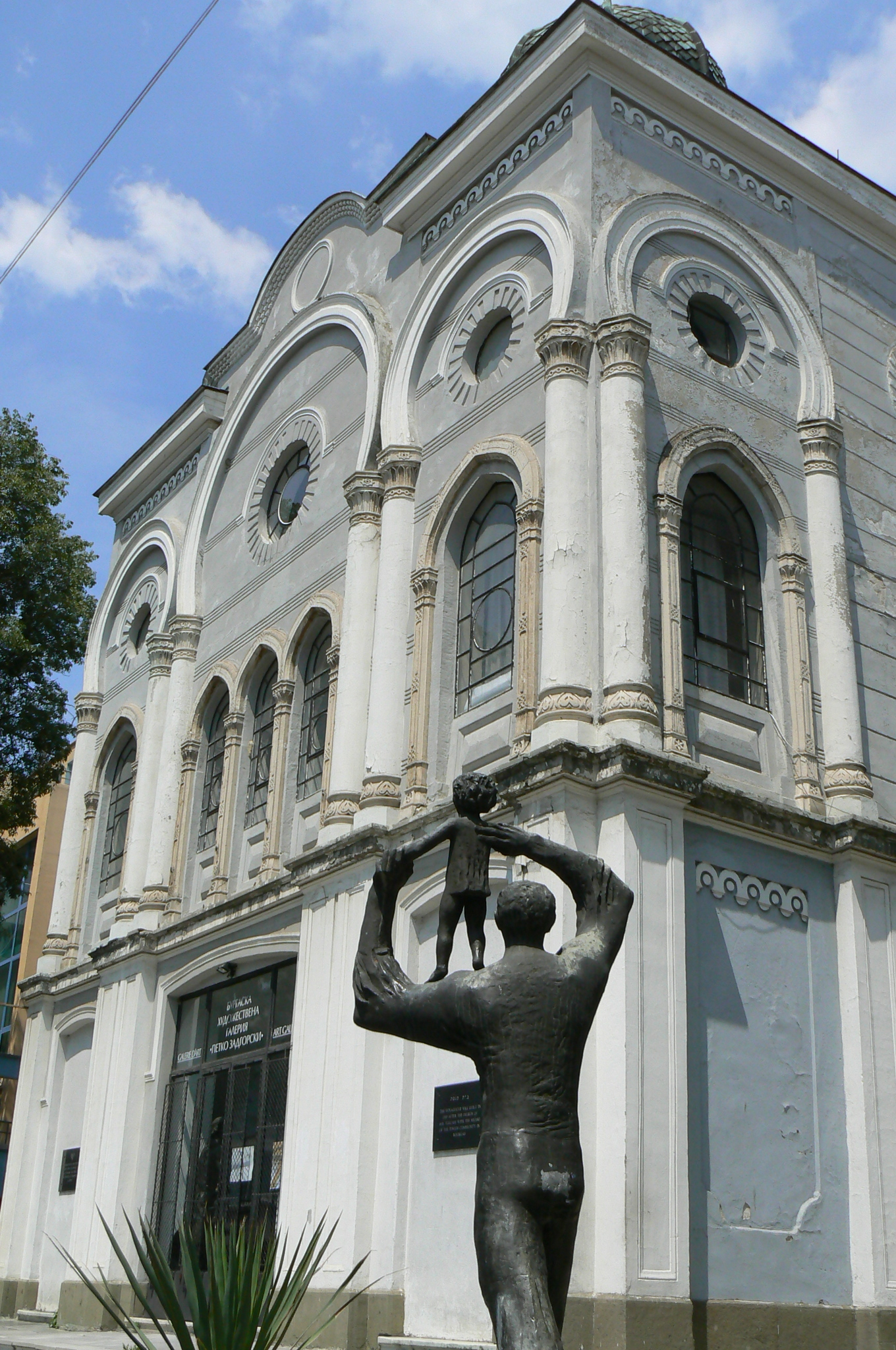
Synagogue de Bourgas (aujourd'hui galerie d'expositions culturelles).

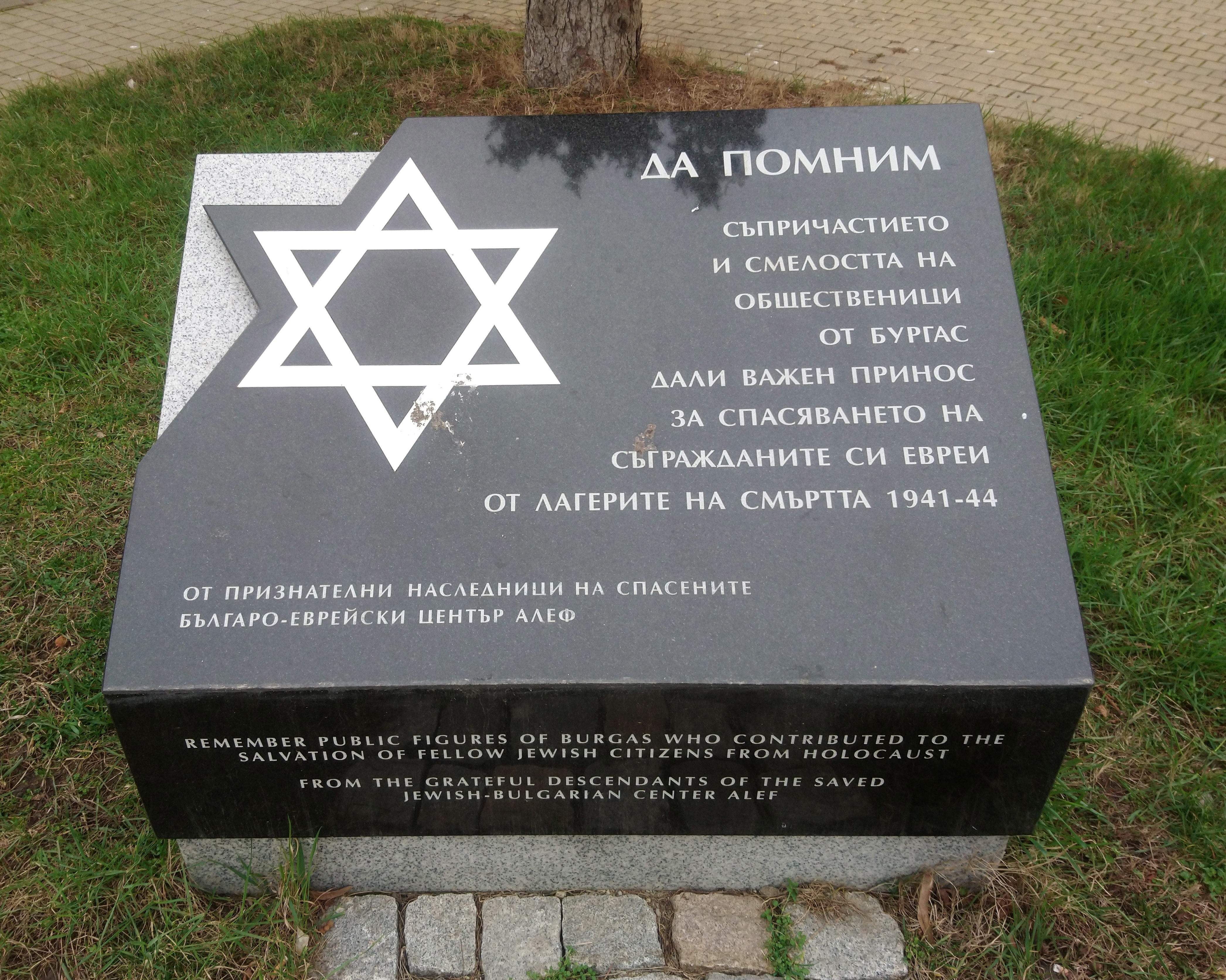
Plaque commémorative de la communauté juive de Bourgas.

## Contexte historique
Contrairement aux autorités nazies, hongroises ou roumaines de l’époque, l’état bulgare n’exprime pas bruyamment de l’antisémitisme, mais des lois antijuives sont adoptées par le Parlement tandis que 29 décembre 1940, sous la pression de l’Allemagne nazie, le gouvernement crée les Brannik, organisations de jeunesse inspirées de la Hitlerjugend.
L’alliance de la Bulgarie avec le Troisième Reich pendant la Seconde Guerre mondiale avait pour objectif de permettre au pays de récupérer la Dobroudja du Sud, la Macédoine du Vardar et la Macédoine-Orientale-et-Thrace qui lui avaient été arrachées à divers moments depuis le traité de San Stefano, mais qui restaient peuplées en majorité de bulgarophones. Cet objectif fut atteint, mais compte tenu de la disproportion entre les deux États, la Bulgarie devient de facto un satellite de l'Allemagne dont le gouvernement est assuré par des politiciens fascistes, pro-allemands et antisémites comme dans toute l’Europe sous domination nazie. C’est le cas par exemple du Premier ministre Bogdan Filov, qui, le 8 octobre 1940, promulgue le Zakon za Zaštita na Natsiyata (la « Loi sur la Sauvegarde de la nation »), première mesure antisémite qui entre en vigueur 25 décembre 1940, touchant près de 50 000 juifs. Cette loi fit rapidement réagir les humanistes bulgares comme Dimităr Pešev ou le métropolite orthodoxe de Sofia, Étienne qui s’y opposèrent, suivis par une partie de l’opinion. C’est pourquoi la loi ne fut appliquée qu'après les fêtes, le 13 janvier 1941. Cette loi restreignait les droits et les activités des Juifs.
Une autre figure centrale du mouvement antisémite de Bulgarie dirige, depuis juin 1942, le « Commissariat pour le Problème juif » créé au sein du Ministère de l’intérieur bulgare : c’est Alexander Belev, responsable de la déportation des Juifs de Macédoine du Vardar et de Macédoine-Orientale-et-Thrace (auparavant yougoslaves et grecs, mais devenus apatrides) vers le camp d'extermination de Treblinka. Belev avait signé un accord secret avec le nazi Theodor Dannecker le 22 février 1943, qui visait à obtenir une déportation « efficace et non publique » de Juifs de ces régions. Belev promet aux nazis que 20.000 Juifs seraient livrés à l’industrie d’extermination nazie. Mais le « Commissariat pour le Problème juif » surestime le nombre de Juifs apatrides et doit donc, pour tenir les promesses de Belev, élaborer un plan pour inclure environ 8.000 Juifs citoyens bulgares dans le plan de déportation. Ces Juifs furent raflés dans la nuit du 3 au 4 mars 1943 et transportés par trains jusqu’à Lom sur le Danube, puis par bateaux à Vienne, et de nouveau en trains jusqu’au camp d’extermination de Treblinka. Il s’agit des mêmes bateaux qui, l’été 1940, avaient transporté d’Izmaïl à Vienne les Allemands de Bessarabie « rapatriés » de force dans le Reich conformément aux dispositions du pacte Hitler-Staline. Le 15 mars 1943, hormis une cinquantaine de survivants, les environ 11 000 Juifs livrés par Belev aux nazis avaient été assassinés à Treblinka.
Tout comme l’Église orthodoxe grecque, l’Église orthodoxe bulgare elle aussi, les intellectuels progressistes et une partie importante de l’opinion s’opposaient à la persécution des Juifs quelle que soit leur citoyenneté, et lancent des pétitions émanant d’organisations, d’écrivains, d’artistes, d’avocats et de chefs religieux, entre autres,. Déjà le 27 septembre 1942, le métropolite Étienne de Bulgarie avait lancé une campagne contre le port de l’étoile jaune dans un sermon où il affirmait que même si certains fanatiques chrétiens affirment que les Juifs ont « trahi le Christ », il n’appartient pas aux hommes de torturer ou de persécuter ces Juifs.
Comme en Roumanie voisine, le début des politiques antisémites remonte à 1939 en Bulgarie, mais l’escalade de l’antisémitisme d’état est largement due à la montée en puissance des fascistes locaux, dont Alexander Belev et sa loi pour la « Protection de la Nation » en 1940. Le roi Boris III dut être dissuadé, quoique pas sans débat houleux et prolongé, de retirer sa décision d’expulser les Juifs bulgares hors du pays. L’effort antifasciste était coordonné par Dimităr Pešev, vice-président de l’Assemblée législative et par les métropolites Cyrille et Étienne.

## Sauvetage
Si les Juifs citoyens bulgares ont bénéficié en partie d’une relative mansuétude grâce aux pressions des politiciens bulgares progressistes comme Dimităr Pešev, en revanche ceux de Macédoine et de Thrace, devenus apatrides après avoir été citoyens yougoslaves ou grecs, n’ont reçu aucune protection du gouvernement bulgare. On retrouve la même situation dans les autres pays satellites de l’Allemagne : la Hongrie de Miklós Horthy, la Roumanie d'Ion Antonescu, la Croatie d'Ante Pavelić ou la France occupée de Philippe Pétain ont toutes commencé par déporter les Juifs qui n’avaient pas la citoyenneté du pays, avant de s’en prendre à leurs propres citoyens, en raison des réticences de l’opinion. En Bulgarie, des citoyens et des chefs religieux menacèrent de bloquer le passage des trains de déportés en s’allongeant sur les rails. Cela dissuada le roi Boris III de poursuivre les déportations et le 10 mars 1943 il décida d’assigner les Juifs à des groupes de travaux agricoles ou de voirie dans tout le pays, assurant à Adolf Eichmann et Adolf Hitler que la Bulgarie a besoin de ces Juifs pour l’entretien des routes et des chemins de fer ainsi que pour les récoltes qui seraient autrement entravées : c’était aussi l’« argumentaire » du juste Traian Popovici pour ne pas livrer tous les juifs de la ville dont il était maire, Tchernivtsi.

## Héritage
À Washington DC, un croisement jouxtant l’ambassade bulgare a été baptisé « Dimitar Peshev Plaza » en l’honneur de Dimităr Pešev. Le 10 mars est célébré en Bulgarie comme le « Jour Commémoratif de l'Holocauste », en souvenir du jour de 1943 où le roi Boris III décida de suspendre les déportations. Le 10 mars 2016, la Bulgarie a célébré le 73e anniversaire de la Shoah et du sauvetage.
En août 2022, Yad Vashem avait reconnu 20 Bulgares comme Justes[réf. nécessaire].